# ヴェロニカ・トゥルンコバ
ヴェロニカ・トゥルンコバ（Veronika Trnková、1995年10月13日 - ）は、チェコの女子バレーボール選手。ポジションはミドルブロッカー。チェコ代表。

## 来歴
- クラブチーム

プラハ出身。2011年、PVK Olymp Prahaへ入団。4年間在籍し、チェコ国内リーグでは4度の準優勝を経験した。2015年6月、ドイツのVfB Suhl LOTTO Thüringenと契約し、2015/16シーズンのブンデスリーガに出場した。2016年7月、VKプロスチェヨフへの移籍が発表され、2016/17、2017/18シーズンのチェコ国内リーグでは連覇を果たした。2018年5月、VK UP Olomoucへ移籍することが発表され、2018/19シーズンのチェコ国内リーグ、チェコカップで優勝し2冠を達成した。2020年7月、VK Dukla Liberecと契約し、2020/21シーズンのチェコ国内リーグではチームを初優勝へ導き、自身はベストミドルブロッカー賞を受賞した。2021年7月に同チームを退団し、同年6月、イタリアのローマ・バレークラブへの移籍が発表され、2021/22シーズンのイタリアセリエA1リーグに出場した。2022年5月、イタリアのWash4Green Pineroloへ移籍が発表されたが、シーズン途中で腰のコンディション不良によりチームを離脱した。2023年1月、チェコのVKプロスチェヨフで復帰することが発表され、2023/24シーズンのチェコ国内リーグではベストブロッカー、ベストスパイカー部門でトップの活躍をみせ、チームは3位となった。2024年7月、ギリシャのAEKアテネへの移籍が発表された。
- 代表チーム

アンダーカテゴリーの代表として2013年、U-21世界選手権に出場した。2014年、シニア代表に初選出され、同年のワールドグランプリでデビュー。2015年、欧州選手権に出場した。2019年、ヨーロッパリーグで金メダルを獲得した。同年8月の東京五輪大陸間予選に出場した。2021年、欧州選手権に出場した。

## 球歴
- 東京五輪予選 - 2019年
- ワールドグランプリ - 2014年、2015年、2016年
- 欧州選手権 - 2015年、2021年
- チャレンジャーカップ - 2019年、2022年

## 受賞歴
- 2021年　2020/21チェコ国内リーグ　ベストミドルブロッカー賞

## 所属クラブ
- PVK Olymp Praha（2011-2015年）
- VfB Suhl LOTTO Thüringen（2015-2016年）
- VKプロスチェヨフ（2016-2018年）
- VK UP Olomouc（2018-2020年）
- VK Dukla Liberec（2020-2021年）
- ローマ・バレークラブ（2021-2022年）
- Wash4Green Pinerolo（2022年）
- VKプロスチェヨフ（2023-2024年）
- AEKアテネ（2024-）